# Anèmia normocítica
Anèmia normocítica és un terme genèric per a qualsevol tipus d'anèmia caracteritzada per glòbuls vermells de mida normal. El volum corpuscular mitjà (VCM) normal és 76-80 a 100 femtolitres.
La seva prevalença pot arribar a un 44% en les persones majors de 85 anys

## Causes
Algunes són:
- Una disminució de la producció de glòbuls vermells:
  - Anèmia associada a malaltia crònica, la més freqüent d'aquest grup.
  - Anèmia aplàstica
- Un increment de la seva destrucció (anèmia hemolítica) o la seva pèrdua (anèmia posthemorràgica).
- Increment no compensat del volum sanguini (embaràs).
- Una anèmia mixta, produïda per la barreja de condicions d'una anèmia microcítica i una anèmia macrocítica.